# Tricholaema
A Tricholaema a madarak (Aves) osztályának a harkályalakúak (Piciformes) rendjébe, ezen belül a Lybiidae családjába tartozó nem.

## Rendszertani besorolásuk
Ez a madárnem az összes családbeli rokonával együtt, korábban a tukánfélék (Ramphastidae) családjába volt besorolva; később pedig a bajuszosmadárfélék (Capitonidae) közé helyezték; azonban manapság ezek a madárnemek megkapták a saját afrikai elterjedésű madárcsaládjukat.

## Előfordulásuk
A Tricholaema-fajok széles körben elterjedtek a Szahara alatti, trópusi Afrikában.

## Rendszerezés
A nembe az alábbi 6 faj tartozik:
- Tricholaema diademata (Heuglin, 1861)
- Tricholaema frontata (Cabanis, 1880)
- Tricholaema hirsuta (Swainson, 1821)
- Tricholaema lachrymosa Cabanis, 1878
- fokföldi bajszika (Tricholaema leucomelas) (Boddaert, 1783)
- Tricholaema melanocephala (Cretzschmar, 1826)